# Zgalevo, Plevna
Zgalevo (în bulgară Згалево) este un sat în comuna Pordim, regiunea Plevna,  Bulgaria. 

## Demografie
Componența etnică a satului Zgalevo
     Turci (1,02%)
     Bulgari (87,02%)
     Romi (1,31%)
     Nicio identificare (10,64%)
La recensământul din 2011, populația satului Zgalevo era de 686 locuitori. Din punct de vedere etnic, majoritatea locuitorilor (87,02%) erau bulgari, existând și minorități de romi (1,31%) și turci (1,02%). Pentru 10,64% din locuitori nu este cunoscută apartenența etnică.